# Mitra tristis
Mitra tristis är en snäckart som beskrevs av William John Broderip 1836. Mitra tristis ingår i släktet Mitra och familjen Mitridae. Inga underarter finns listade i Catalogue of Life.